# ニコラ・ロシュ
ニコラ・ロシュ（フランス語:Nicolas Roch、1813年1月4日 - 1879年4月24日）は、フランスの死刑執行人（ムッシュ・ド・パリ）。
生涯に300人以上の死刑執行を行った。
義理の息子であるアルフォンス・レオン・ベルジェが死刑執行人助手を勤めていた。

## 経歴
- 1813年1月4日 - 死刑執行者の家系であるフラン・ロシュの息子として生まれる。
- 1843年8月12日 - ジュラ県ロン＝ル＝ソーニエの死刑執行人になる。
- 1870年11月25日 死刑執行人をフランス全土で1人にする法令が出され、ジャン＝フランソワ・ヘイデンレイシュが選ばれる。
- 1871年1月1日 - ジャン＝フランソワ・ヘイデンレイシュの助手に就任。
- 1871年2月5日 - ジャン＝フランソワ・ヘイデンレイシュの病気によりムッシュ・ド・パリ代理になる。
- 1872年4月5日 - ジャン＝フランソワ・ヘイデンレイシュの死によりムッシュ・ド・パリに就任。
- 1879年4月24日 - 脳卒中で倒れて死亡。